# 约瑟夫·埃芬贝格尔
约瑟夫·埃芬贝格尔（捷克語：Josef Effenberger，1901年10月18日—1983年11月11日），生于布拉格，捷克斯洛伐克男子竞技体操运动员。他曾获得1928年夏季奥运会体操比赛男子团体全能银牌。